# Цзяї (повіт)
Повіт Цзяї (кит. трад. 嘉義縣, піньїнь: Jiāyì xiàn) — один з повітів провінції Тайвань Китайської республіки.

## Географія
Повіт розташований на південному заході острова Тайвань на Цзянанській рівнині.

## Населення
У 2012 році в повіті проживало 534 тисячі осіб.

## Історія
В давнину ці землі населяли люди з народностей цзоу і хоанья. Коли у 1662 році Чжен Ченґун вигнав з острова європейців і проголосив на ньому владу імперії Мін, то ці землі увійшли до складу повіту Тяньсін (天兴县). У часи держави сім'ї Чжен на ці землі почалося переселення китайців з материка. В 1683 році Тайвань був захоплений імперією Цін, і ці землі увійшли до складу повіту Чжуло (诸罗县) провінції Фуцзянь. У 1786 році в цих місцях почалося повстання Лінь Шуанвеня, однак повстанцям не вдалося взяти столицю повіту. За завзятість жителів в обороні в 1787 році імператорським указом повіт Чжуло був перейменований в повіт Цзяі.
У 1895 році Тайвань був переданий Японії, і японці встановили свою систему адміністративно-територіального поділу.
Після капітуляції Японії в 1945 році Тайвань був повернутий під юрисдикцію Китаю. У 1950 році відбулася реформа адміністративно-територіального поділу, в результаті якої повіт був відтворений. У 1982 році місто Цзяї стало містом провінційного підпорядкування.

## Адміністративний поділ
- Міста повітового підпорядкування
  - Пуцзи (朴子市)
  - Тайбао (太保市)
- Міські волості
  - Будай (布袋鎮)
  - Далінь (大林鎮)
- Сільські волості
  - Алішань (阿里山鄉)
  - Дапу (大埔鄉)
  - Дунши (東石鄉)
  - Фаньлу (番路鄉)
  - Люцзяо (六腳鄉)
  - Луцао (鹿草鄉)
  - Мейшань (梅山鄉)
  - Миньсюн (民雄鄉)
  - Шуйшан (水上鄉)
  - Сікоу (溪口鄉)
  - Сіньґан (新港鄉)
  - Ічжу (義竹鄉)
  - Чжунпу (中埔鄉)
  - Чжуці (竹崎鄉)